# Ethelum americanum
Ethelum americanum là một loài chân đều trong họ Eubelidae. Loài này được Dollfus miêu tả khoa học năm 1896.